# Får (zodiak)
Får (羊), även översatt till get, är det åttonde djuret av de tolv zodiakdjuren inom kinesisk astrologi.  De tolv djuren omfattar varsitt år, när tolv år har gått börjar cykeln om.

## Åren och respektive element
Personer som föds mellan nedanstående datum är födda i fårets år. Beroende på vilket år det är kopplas personens temperament till ett av de fem elementen enligt nedan:
- 13 februari 1907 - 1 februari 1908: Eld
- 1 februari 1919 - 19 februari 1920: Jord
- 17 februari 1931 - 5 februari 1932: Metall
- 5 februari 1943 - 24 januari 1944: Vatten
- 24 januari 1955 - 11 februari 1956: Trä
- 9 februari 1967 - 29 januari 1968: Eld
- 28 januari 1979 - 15 februari 1980: Jord
- 15 februari 1991 - 3 februari 1992: Metall
- 1 februari 2003 - 21 januari 2004: Vatten
- 19 februari 2015 - 7 februari 2016: Trä
- 2027 - 2028: Eld

## Fårets egenskaper
| Egenskap                  |                                                            |
| ------------------------- | ---------------------------------------------------------- |
| Zodiakläge                | 8:e                                                        |
| Tid                       | 13:00-15:00                                                |
| Väderstreck               | Syd-sydväst                                                |
| Motto                     | "Jag gör skillnad"                                         |
| Årstid och månad          | Sommar och juli                                            |
| Gemstone                  | Smaragd                                                    |
| Color                     | Gul och ljusgrön                                           |
| Polaritet                 | Yin                                                        |
| Ungefärligt tecken i väst | Kräftan                                                    |
| Mat                       |                                                            |
| Positiva egenskaper       | Förstående, tursamma och familjära                         |
| Negativa egenskaper       | Känsliga, konflikträdda och opraktiska                     |
| Länder                    | Kenya, Kambodja, Belize, Libyen, Grekland, Panama, Ukraina |